# Воскресенский сельский совет (Ивановский район)
Воскресенский сельский совет (укр. Воскресенська сільська рада) — входит в состав
Ивановского района
Херсонской области
Украины.
Административный центр сельского совета находится в 
с. Воскресенка
.

## Населённые пункты совета
- с. Воскресенка
- с. Михайловка